# Карданов, Амиран Авданович
Амиран Авданович Карданов (греч. Αμιράν Καρντάνοφ; 19 августа 1976, Чикола, Ирафский район, Северо-Осетинская АССР, РСФСР, СССР) — российский, а затем греческий борец вольного стиля, участник трёх Олимпиад, бронзовый призёр Олимпиады в Сиднее, многократный призёр чемпионатов Европы.

## Спортивная карьера
Вольной борьбой занимается с 11 лет. Является воспитанником детско-юношеской школы села Чикола. В 1994 году Амиран Карданов выиграл золотые медали на чемпионатах России и мира среди юниоров, а в 1995 году стал победителем на чемпионате России среди молодёжи, стал бронзовым призёром Спартакиады народов СНГ. Он был уже в списке кандидатов во взрослую сборную России, которая готовилась к Олимпийским играм в Атланте. Однако, в конце 1995 года Амиран Карданов, решил выступать за Грецию, которая гарантировала ему участие за сборную этой страны на Олимпийских играх в Атланте, однако на том турнире четырёхлетия он выступил неудачно. В 2000 году стал бронзовым призёром Олимпийских игр в Сиднее. На Олимпийских играх в Афинах занял четвертое место. В июле 2007 года в родном селе Чикола принимал участие в турнире по футболу, посвященный памяти героя Великой Отечественной войны Алихана Макоева.

## Спортивные результаты

### За Россию
- Чемпионат мира среди юниоров 1994 —

### За Грецию
- Чемпионат Европы по борьбе 1996 — 7;
- Олимпиада 1996 — 16;
- Чемпионат Европы по борьбе 1998 — ;
- Чемпионат мира по борьбе 1998 — 4;
- Чемпионат Европы по борьбе 1999 — 11;
- Чемпионат Европы по борьбе 2000 — 4;
- Олимпиада 2000 — ;
- Чемпионат Европы по борьбе 2001 — ;
- Чемпионат мира по борьбе 2001 — 10;
- Чемпионат Европы по борьбе 2002 — 11;
- Чемпионат мира по борьбе 2002 — 13;
- Чемпионат Европы по борьбе 2003 — ;
- Чемпионат Европы по борьбе 2004 — 4;
- Олимпиада 2004 — 4;
- Чемпионат Европы по борьбе 2006 — ;
- Чемпионат мира по борьбе 2006 — 10;
- Чемпионат мира по борьбе 2007 — 21;
- Чемпионат Европы по борьбе 2008 — 17;